# مالية عامة
المالية العامة أو المحاسبة الحكومية هي دراسة دور الحكومة في الاقتصاد. وهو فرع من فروع الاقتصاد يُقيّم الإيرادات والنفقات الحكومية للسلطات العامة، ويُعدل واحد منهما لتحقيق التأثيرات المرغوبة وتجنب غير المرغوب منها.
يعتبر مجال المالية العامة ثلاثة مجالات: الآثار الحكومية على التخصيص الفعال للموارد، وتوزيع الدخل، واستقرار الاقتصاد الكلي.

## نظرة عامة
يوفر الدور السليم للحكومة نقطة انطلاق لتحليل المالية العامة. من الناحية النظرية، في ظل ظروف معينة، سيُخصّص اقتصاد السوق السلع والخدمات بين الأفراد بكفاءة (بمعنى أنه لن يوجد هدر وأن الأذواق الفردية تتوافق مع القدرات الإنتاجية للاقتصاد). إذا كانت الأسواق الخاصة قادرة على توفير نتائج فعالة وإذا كان توزيع الدخل مقبولًا اجتماعيًا، فلن يكون هناك مدى كبير للحكومة أو لن يتواجد أبدًا. ولكن في العديد من الحالات تنتهك شروط كفاءة اقتصاد السوق. على سبيل المثال، إذا كان بإمكان العديد من الأشخاص التمتع بالسلعة نفسها (في اللحظة التي يتم فيها إنتاج وبيع السلعة، فإنها تعطي منفعتها للجميع مجانًا) في نفس الوقت (الاستهلاك غير المنافس وغير القابل للاستبعاد)، فإن اقتصاد السوق قد يوفر أقل القليل من هذه السلع. الدفاع الوطني هو أحد الأمثلة على الاستهلاك غير المنافس، أو السلع العامة.
يحدث «فشل السوق» عندما لا يخصص اقتصاد السوق السلع أو الخدمات بكفاءة. يوفر وجود فشل السوق الأساس المنطقي القائم على الكفاءة للتوفير الجماعي أو الحكومي للسلع والخدمات. العوامل الخارجية، والسلع العامة، والمزايا الإعلامية، وفورات الحجم الضخمة، وتأثيرات الشبكة يمكن أن تسبب فشل السوق. ومع ذلك، يخضع توفير الموارد العامة عن طريق حكومة أو جمعية تطوعية، لأوجه القصور الأخرى، وتسمى «الفشل الحكومي».
وفي ظل افتراضات واسعة النطاق، يمكن الفصل بكفاءة بين القرارات الحكومية المتعلقة بنطاق ومستوى الأنشطة ومدى كفايتها والقرارات المتعلقة بتصميم أنظمة الضرائب (الفصل بطريقة دياموند -ميرليز). وفي هذا الرأي، ينبغي تصميم برامج القطاع العام لتعظيم الفوائد الاجتماعية إلى أقصى حد ممكن مطروحًا منها التكاليف (تحليل التكلفة والفائدة)، ثم لابد من زيادة العائدات اللازمة لتغطية هذه النفقات من خلال نظام ضريبي يخلق أقل قدر ممكن من خسائر الكفاءة الناجمة عن تشويه النشاط الاقتصادي. في الممارسة العملية، يكون إعداد الموازنة الحكومية أو إعداد الموازنة العامة أكثر تعقيدًا بكثير وتؤدي غالبًا إلى ممارسات غير فعالة.
يمكن للحكومة أن تتحمل تكاليف الإنفاق عن طريق الاقتراض (عن طريق سندات حكومية مثلًا)، مع أن الاقتراض يعتبر وسيلة لتوزيع الأعباء الضريبية عبر الزمن بدلًا عن كونه بديلًا للضرائب. العجز هو الفرق بين الإنفاق والدخل الحكومي. يُشكّل تراكم العجز بمرور الوقت إجمالي الدين العام. يسمح تمويل العجز للحكومات بتخفيف الأعباء الضريبية بمرور الوقت ومنح الحكومات أداة مهمة في السياسة المالية. وقد يُضيّق العجز أيضًا خيارات الحكومات الخليفة/اللاحقة.
ترتبط المالية العامة ارتباطًا وثيقًا بقضايا توزيع الدخل والإنصاف الاجتماعي. بوسع الحكومات أن تعيد تخصيص الدخل من خلال المدفوعات التحويلية أو من خلال تصميم أنظمة ضريبية تتعامل بشكل مختلف مع الأسر ذات الدخل المرتفع والأسر ذات الدخل المنخفض.
تسعى نظرية الخيار العام في المالية العامة إلى شرح كيفية عمل الناخبين والسياسيين والبيروقراطيين من منطلق مصالحهم الذاتية، بدلًا من الطريقة التي ينبغي أن يعملوا بها.

## إدارة المالية العامة
يشكل جمع الموارد الكافية من الاقتصاد بطريقة مناسبة إلى جانب تخصيص واستخدام هذه الموارد بكفاءة وفعالية الإدارة المالية الجيدة. ويمثل توليد الموارد، وتخصيص الموارد، وإدارة الإنفاق (استخدام الموارد) المكونات الأساسية لنظام الإدارة المالية العامة.
تشكل الأقسام الفرعية التالية موضوع المالية العامة:
- الإنفاق العام
- الدخل/ الإيرادات العامة
- الدين العام
- الإدارة المالية
- المالية الفيدرالية
- الإنفاق الحكومي

يُصنِّف الاقتصاديون الإنفاق الحكومي إلى ثلاثة أنواع رئيسية. تُصنَّف المشتريات الحكومية من السلع والخدمات للاستخدام الحالي على أنها استهلاك حكومي. تُصنف المشتريات الحكومية من السلع والخدمات التي تهدف إلى تحقيق فوائد مستقبلية -مثل الاستثمار في البنية التحتية أو الإنفاق البحثي- على أنها استثمار حكومي. النفقات الحكومية التي لا تمثل شراء السلع والخدمات، وبدلًا من ذلك تمثل تحويلات الأموال -مثل مدفوعات الضمان الاجتماعي- تسمّى المدفوعات التحويلية.

### العمليات الحكومية
هي الأنشطة التي تنطوي على إدارة الدولة أو ما يعادل الدولة وظيفيًّا (على سبيل المثال، القبائل، الحركات الانفصالية أو الحركات الثورية) بغرض تحقيق القيمة للمواطنين. فالعمليات الحكومية لها القدرة على صنع القواعد والقوانين، والسلطة لفرضها في المنظمات أو المجموعات المدنية أو الأكاديمية أو الدينية أو الشركات أو غيرها.

### توزيع الدخل
تستهدف بعض أشكال الإنفاق الحكومي على وجه التحديد تحويل الدخل من بعض المجموعات إلى غيرها. على سبيل المثال، تحوّل الحكومات أحيانًا الدخل إلى الأشخاص الذين عانوا من خسارة بسبب الكوارث الطبيعية. وعلى نحو مماثل، تعمل أنظمة المعاشات التقاعدية العامة على تحويل الثروة من الشباب إلى الكبار. كما أن الأشكال الأخرى من الإنفاق الحكومي التي تمثل شراء السلع والخدمات لها تأثير على تغيير توزيع الدخل. على سبيل المثال، قد يؤدي الانخراط في حرب إلى نقل الثروة إلى قطاعات معينة في المجتمع. التعليم العام ينقل الثروة إلى الأسر التي لديها أطفال في هذه المدارس. وبناء الطرق العامة ينقل الثروة من الأشخاص الذين لا يستخدمون الطرق إلى أولئك الذين يستخدمونها (وإلى الذين يبنون هذه الطرق).
- ضمان الدخل
- تأمين العمالة
- الرعاية الصحية
- التمويل العام للحملات
- الإحصائيات المالية الحكومية ومنهاجيتها

يشار عمومًا إلى بيانات الاقتصاد الكلي لدعم اقتصاد المالية العامة بأنها إحصائيات مالية أو مالية حكومية (جي إف إس). دليل إحصائيات المالية الحكومية لعام 2001 (جي إف إس إم 2001) هو المنهجية المقبولة دوليًا لجمع البيانات المالية. يتوافق مع المنهجيات المقبولة إقليميًا مثل النظام الأوروبي للحسابات لعام 1995 ويتوافق مع منهجية نظام الحسابات القومية (إس إن إيه 1993) ويتماشى على نطاق واسع مع آخر تحديث له لعام 2008.

## قياس القطاع العام
إن حجم الحكومات، وتكوينها المؤسسي وتعقيدها، وقدرتها على القيام بعمليات ضخمة ومتطورة، وتأثيرها على القطاعات الاقتصادية الأخرى، يستلزم وجود نظام واضح المعالم لقياس العمليات الاقتصادية الحكومية.
وتعالج خطة العمل العالمية (جي إف إس إم 2001) التعقيدات المؤسسية للحكومة من خلال تحديد مستويات الحكومة المختلفة. يتمثل محور التركيز الرئيسي لـ (جي إف إس إم 2001) في القطاع الحكومي العام الذي يُعرف بأنه مجموعة من الكيانات القادرة على تنفيذ السياسة العامة من خلال توفير السلع والخدمات غير السوقية في المقام الأول وإعادة توزيع الدخل والثروة، مع دعم كلا النشاطين بشكل أساسي من خلال فرض الضرائب الإلزامية على القطاعات الأخرى. يُقسّم (جي إف إس إم 2001) الحكومة العامة إلى قطاعات فرعية: الحكومة المركزية، وحكومة الدولة، والحكومة المحلية. لا يشمل مفهوم الحكومة العامة الشركات العامة. تُشكّل الحكومة العامة بالإضافة إلى المؤسسات العامة القطاع العام.
يشمل القطاع الحكومي العام في دولة ما جميع مؤسسات ومنظمات وأنشطة القطاع غير الخاص. ويشمل القطاع الحكومي العام، بموجب الاتفاقية، جميع الشركات العامة غير القادرة على تغطية عن 50% على الأقل من تكاليفها عن طريق المبيعات، وبالتالي فهي تعتبر من القوى المنتجة غير السوقية.

عُرّف القطاع «الحكومي العام» في النظام الأوروبي للحسابات، على أنه يحتوي على:
«جميع الوحدات المؤسسية التي هي جهات منتجة غير سوقية أخرى يكون إنتاجها مخصصًا للاستهلاك الفردي والجماعي، ويُموّل بشكل رئيسي عن طريق المدفوعات الإلزامية التي تقدمها الوحدات التابعة لقطاعات أخرى، و/أو جميع الوحدات المؤسسية التي تعمل بشكل أساسي في إعادة توزيع الثروة والدخل القومي».
بالتالي، المهام الرئيسية لوحدات القطاع الحكومي العام هي:
:تنظيم أو إعادة توجيه تدفقات الأموال، والسلع والخدمات، أو غيرها من الأصول بين الشركات، وبين الأسر، وبين الشركات والأسر؛ في سبيل تحقيق العدالة الاجتماعية، أو زيادة الكفاءة أو غيرها من الأهداف التي يُشرّعها المواطنون، ومن الأمثلة على ذلك إعادة توزيع الثروة والدخل القومي، وضريبة دخل الشركات التي تدفعها الشركات لتمويل استحقاقات البطالة، والاشتراكات الاجتماعية التي يدفعها الموظفون لتمويل أنظمة المعاشات التقاعدية.
إنتاج السلع والخدمات اللازمة لتلبية احتياجات الأسر (مثل الرعاية الصحية الحكومية) أو تلبية احتياجات المجتمع بالكامل (مثل الدفاع، والنظام العام، والأمان).
يضم القطاع الحكومي العام، في النظام الأوروبي للحسابات، أربعة قطاعات فرعية:
1. الحكومة المركزية
2. حكومة الدولة
3. الحكومة المحلية
4. صناديق الضمان الاجتماعي

تتكون «الحكومة المركزية» من جميع الأقسام الإدارية للدولة والهيئات المركزية الأخرى التي تغطي مسؤولياتها كامل المنطقة الاقتصادية للبلد، باستثناء إدارة صناديق الضمان الاجتماعي.
تُعرّف «حكومة الدولة» بأنها الوحدات المؤسسية المنفردة التي تمارس بعض المهام الحكومية دون تلك الوحدات الكائنة على مستوى الحكومة المركزية، وفوق الوحدات الكائنة على مستوى الحكومة المحلية، باستثناء إدارة صناديق الضمان الاجتماعي.
تتكون «الحكومة المحلية» من جميع أنواع الإدارة العامة التي لا تغطي مسؤوليتها سوى جزء محلي من المنطقة الاقتصادية، باستثناء الوكالات المحلية لصناديق الضمان الاجتماعي.
«صندوق الضمان الاجتماعي» هو وحدة مؤسسية مركزية أو حكومية أو محلية يتمثل نشاطها الرئيسي في توفير المنافع الاجتماعية. يستوفي المعيارين التاليين:
- بموجب القانون أو اللوائح التنظيمية (باستثناء ما يتعلق بموظفي الحكومة)، يجب أن تشارك فئات معينة من السكان في البرنامج وأن تدفع الاشتراكات.
- يتولى القطاع الحكومي العام مسؤولية إدارة الوحدة المؤسسية، عن دفع أو الموافقة على مستويات الاشتراكات والاستحقاقات، بصرف النظر عن دوره كهيئة إشرافيّة أو صاحب عمل.

يشبه إطار عمل (جي إف إس إم 2001) المحاسبة المالية للشركات. على سبيل المثال، فهي توصي الحكومات بتقديم مجموعة كاملة من البيانات المالية بما في ذلك كشف/تقرير/قائمة العمليات الحكومية (على غرار قائمة الدخل) والميزانية العمومية وقائمة التدفق النقدي. هناك تشابهان آخران بين (جي إف إس إم 2001) والمحاسبة المالية للشركات وهما: الاستخدام الموصى به للمحاسبة على أساس الاستحقاق كأساس لتسجيل وعرض أرصدة الأصول والخصوم بالقيمة السوقية. ذلك تحسن في المنهجية السابقة -دليل إحصائيات المالية الحكومية 1986- استنادًا إلى التدفقات النقدية وبدون قائمة الميزانية العمومية.